# Кесово (Владимирская область)
Кесово — деревня в Меленковском районе Владимирской области. Входит в состав Тургеневского сельского поселения.

## Климат
Климат умеренно континентальный. Лето тёплое. Зима в меру холодная. Ярко выражены весна и осень.

## Природные ресурсы
В окрестностях деревни произрастает широкое разнообразие видов сосудистых растений. Населённый пункт окружён смешанными лесами.

## История
Деревня впервые упоминается в писцовых книгах 1629-30 годов в составе Иговского прихода, в ней числились двор помещиков, двор приказчиков, 1 двор задворного человека и 5 дворов крестьянских.
В конце XIX — начале XX века деревня входила в состав Тургеневской волости Меленковского уезда, с 1926 года — в составе Усадской волости Муромского уезда. В 1926 году в деревне числилось 66 дворов. 
С 1929 года деревня являлась центром Кесовского сельсовета Ляховского района, с 1954 года — в составе Тургеневского сельсовета, с 1963 года — в составе Меленковского района, с 2005 года — в составе Тургеневского сельского поселения.

## Население
| 1859 | 1905 | 1926 | 2002 | 2010 | 2021 |
| ---- | ---- | ---- | ---- | ---- | ---- |
| 80   | ↗297 | ↗357 | ↘43  | ↘35  | ↘31  |